# Martin XB-27
Martin XB-27 – projekt bombowca średniego przystosowanego do lotów na dużych wysokościach (high attitude medium bomber), który powstał w zakładach Glenn L. Martin Company na zamówienie United States Army Air Corps. Samolot bazował na wcześniejszym B-26 Marauder. Konstrukcja nie wyszła poza fazę projektową i nie zbudowano żadnego prototypu.